# عبد القادر بركة
عبد القادر بركة فقيه ، لغويّ ، أصوليّ ولد في منطقة القدم في دمشق عام 1330 هـ، وكان وحيد ابويه، ثم مالبث والده أن توفي وهو في الرابعة، فكفله خاله سليم بن أحمد بركة. اولاده:عصام بركة- عبد الروؤف بركة - نزار بركة-هيثم بركة، بناته: هند بركة - ضحوك بركة - روضة بركة - خولة بركة - نسرين بركة

## حياته العلمية
قرأ على الشيخ عبد الرحمن الزعبي، ثم على الشيخ حسن زكريا ، ثم لزم دروس الشيخ محمود العطار في الصباح والمساء، فقرأ عليه الأجروميـة، وشرح الألفيّـة، والكافيّــة، ومغني اللبيب، وتلخيص المفتاح، وزهرة الأدب، وجمع الجوامع، ومتن الشيبانية، ورسالة الباجوري، وبنية المباحث، وخلاصة الفرائض، وشرح البردة، وبانت سعاد، والبيقونية، ومنظومة الصبّان، والمجموع للنووي، والكنز، ومفتاح العلوم، وعلم المواقيت، والحساب والمساحة، وقرأ في أثناء غياب شيخه العطار بالهند في المعهد الإسلامي بدمشق بعض العلوم، منها تفسير الكشاف.

## نشاطه
كان نشاطه في جامع باب المصلى وجامع منجك، وتولى الخطابة والتدريس والإمامة  في جامع القدم الكبير مدة طويلة، وأنشأ في هذا الجامع مكتبة مازالت إلى اليوم.
أقرأ كثيرا من الطلاب ، منهم الشيخ محمد شقير، وأسعد خضير،وفهد خاروف وله طلاب عديدون تخرجوا في معهد التوجيه الإسلامي، الذي أقرأ فيه نحوا من عشر سنين.

## مجلس الخميس
كان له في بلدة القدم مجلس ، اشتهر باسم مجلس الخميس، درّس فيه شرحي البخاري ومسلم للقسطلاني والنووي، وقد ذكره أحد الفضلاء بقوله:

مالي علـى صوغ غالي الدرّ من قدم ........ لوصـف مجلـس علـم في ربى القـدم

صــرح من العلـم عـين اللـه تكلــؤه.... وحبـل  ودّ  متين  غيـر  منفصــم

هم خيـر صحب كفرد حول مرشدهم.......... كالسبعة الزهرحول القطب في النجم

## صفاته
عالم زاهد، متواضع، لا يحب الظهور، قالوا عنه: أنه نسخة عن شيخه العطّار، أبيض اللون مشرب بالحمرة، لحيته خفيفة، محبوب، يقول الحق لا يتردد فيه. يتعرض للناس بالنصيحة، حاضر البديهة، انتهت إليه الفتوى في حي القدم.
قال الشيخ حسين خطاب في درس له بالقدم: يا أهل القدم ملّت الكتب من الشيخ عبد القادر، ولم يملّ هو منها. وقال عنه الشيخ كريّم راجح: هو عزّة للقدم.

## وفاته
لـزمه المرض آخر حياته فلزم بيته، حتى توفي سنة 1406. وخرجت جنازته حافلة، حضرها علماء دمشق، وتحدثوا بعد الصلاة عليه عن فضله ومكانته.